# Поліморфізм (біологія)
Поліморфі́зм (від грец. poly — «багато» і morph — «форма», інколи вживається термін «морфізм») — дискретна варіація певної характеристики в межах єдиної популяції (зазвичай тварин), тобто групи організмів, що перебувають в тій же місцевості та можуть схрещуватися. Дискретні групи, що виникають, називаються морфами. Термін може посилатися як на видимі риси (наприклад, відмінності між мурахами різних каст), так і на риси, що можуть бути виявлені тільки в лабораторних дослідженнях — приховані морфи (наприклад, групи крові). Аналогічно до цього терміна для рослин та мікроорганізмів вживають термін «плеоморфізм».

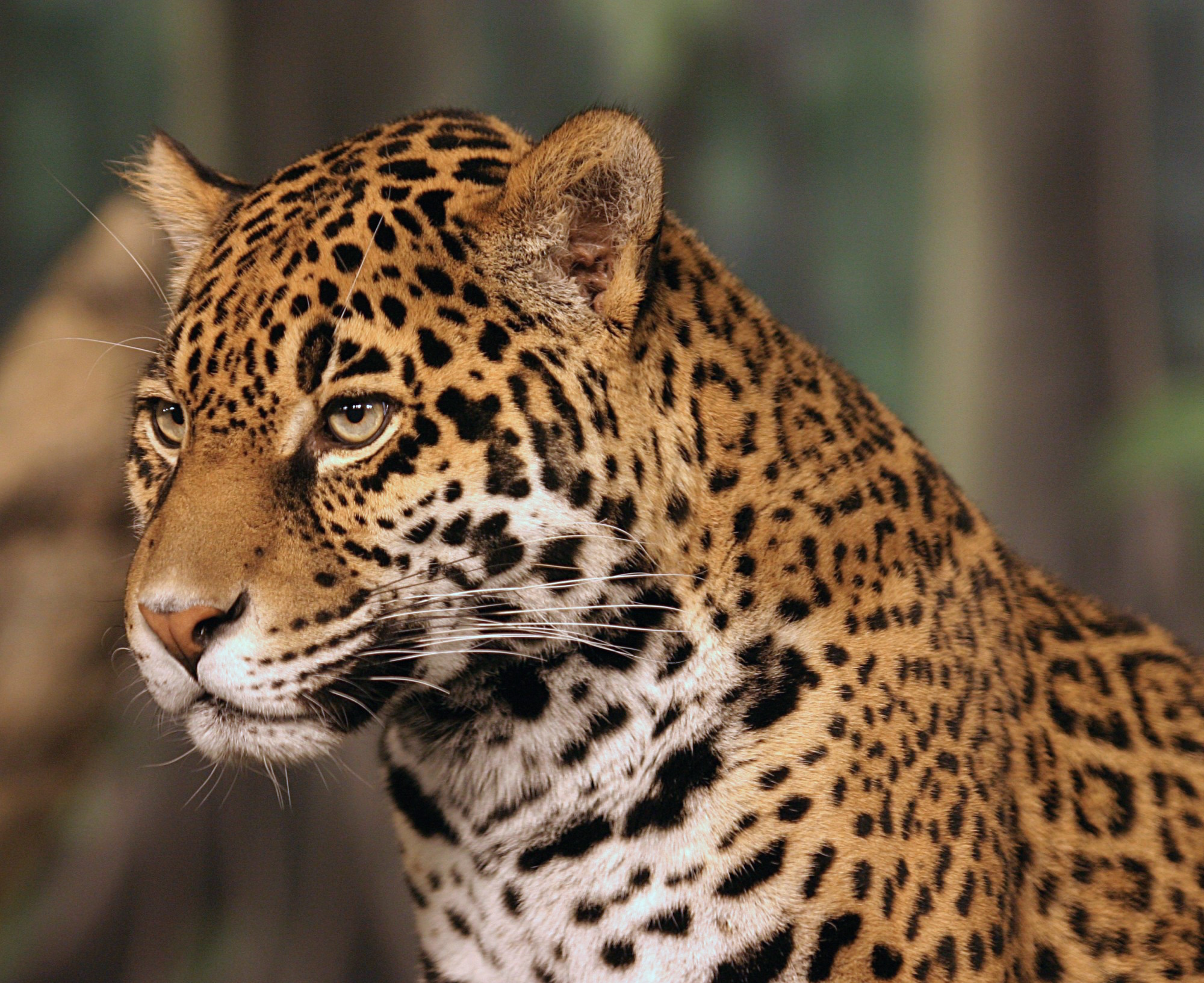
Світла морфа ягуара (типова)
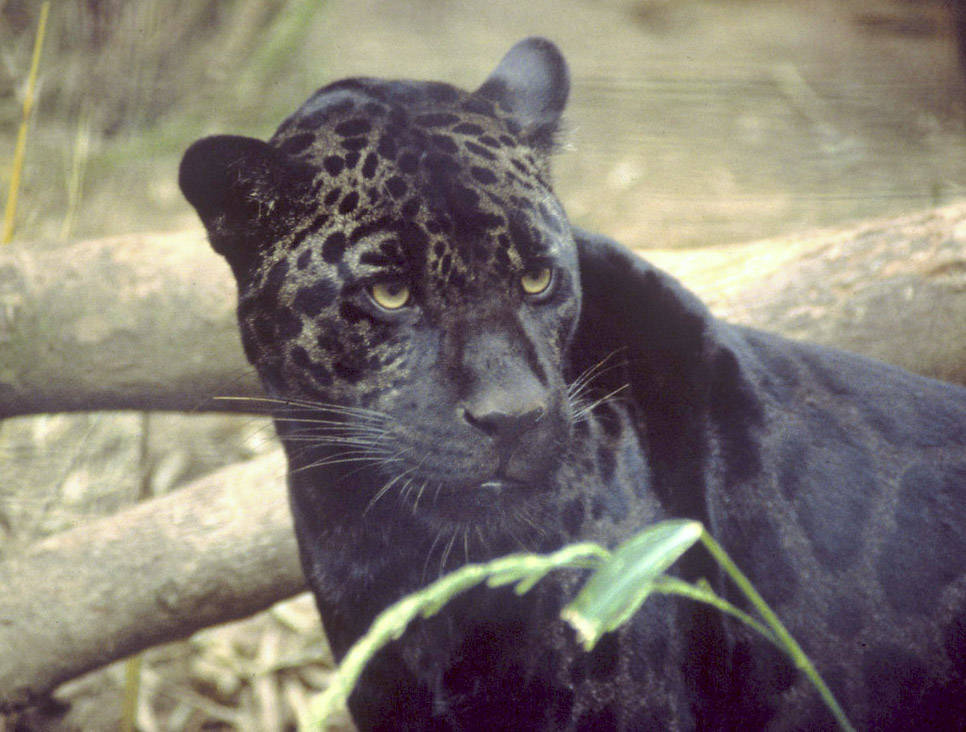
Темна або меланістична морфа ягуара (близько 6 % південноамериканської популяції)
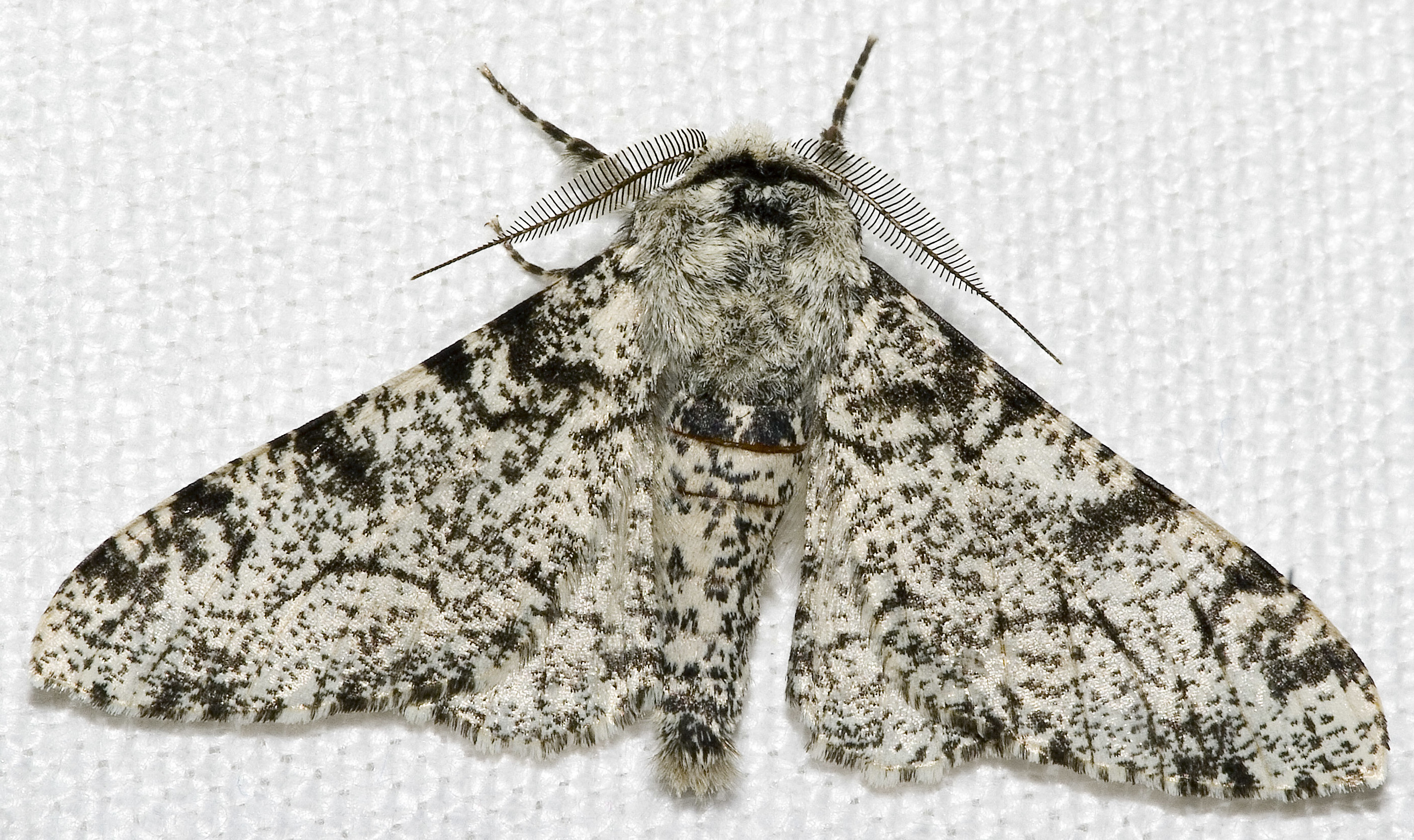
Світла (нормальна) морфа березового п’ядуна (Biston betularia)
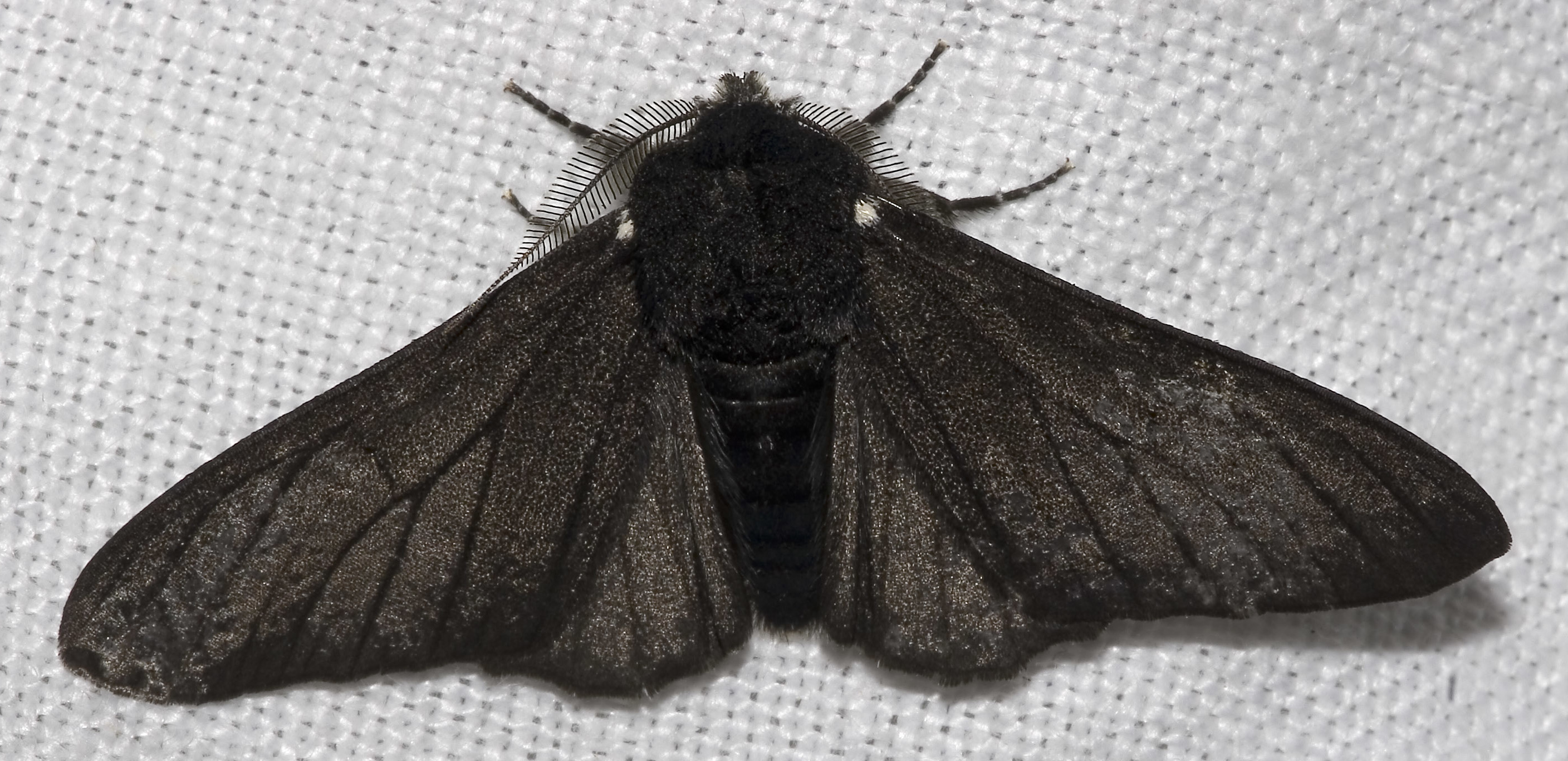
Темна морфа березового п'ядуна (Biston betularia f. carbonaria )